# Wang Nan (Eisschnellläufer)
Wang Nan (chinesisch 王楠; * 28. Mai 1987 in Jilin) ist ein ehemaliger chinesischer Eisschnellläufer.

## Werdegang
Wang nahm in der Saison 2009/10 in Berlin erstmals am Eisschnelllauf-Weltcup teil, wobei er in der B-Gruppe über 500 m die Plätze acht und drei sowie in der B-Gruppe über 1000 m den zehnten Platz errang. Bei den Olympischen Winterspielen 2010 in Vancouver belegte er den 31. Platz über 1000 m und den 25. Rang über 500 m. In der Saison 2010/11 wurde er bei den Winter-Asienspielen 2011 in Astana Sechster über 500 m und bei den Asienmeisterschaften 2011 in Harbin Vierter über 1000 m. Zudem lief er bei der Sprintweltmeisterschaft 2011 in Heerenveen auf den 32. Platz im Sprint-Mehrkampf. In der Saison 2011/12 erreichte er in Tscheljabinsk und in Berlin jeweils mit dem 11. Platz über 500 m sein bestes Ergebnis im Weltcup. Seine letzten Weltcuprennen absolvierte er im Februar 2015 in Heerenveen, wobei er in der B-Gruppe den achten Platz über 1000 m errang und über 500 m disqualifiziert wurde.
Wang wurde dreimal chinesischer Meister im Sprint-Mehrkampf (2011, 2013, 2014), zweimal über 500 m (2009, 2014) und einmal über 1000 m (2009).

## Erfolge

### Olympische Spiele
- 2010 Vancouver: 25. Platz 500 m, 31. Platz 1000 m

### Sprint-Weltmeisterschaften
- 2011 Heerenveen: 32. Platz Sprint-Mehrkampf

### Asienmeisterschaften
- 2011 Harbin: 4. Platz 1000 m
- 2015 Changchun: 4. Platz 500 m

## Persönliche Bestzeiten
| Disziplin | Zeit        | Datum             | Ort            |
| --------- | ----------- | ----------------- | -------------- |
| 500 m     | 35,06 s     | 22. Januar 2010   | Calgary        |
| 1000 m    | 1:09,34 min | 13. Dezember 2009 | Salt Lake City |
| 1500 m    | 1:58,25 min | 12. Oktober 2008  | Changchun      |
| 3000 m    | 4:35,38 min | 21. Dezember 2007 | Shenyang       |
| 5000 m    | 8:04,16 min | 21. Dezember 2007 | Shenyang       |